# 2014 RC

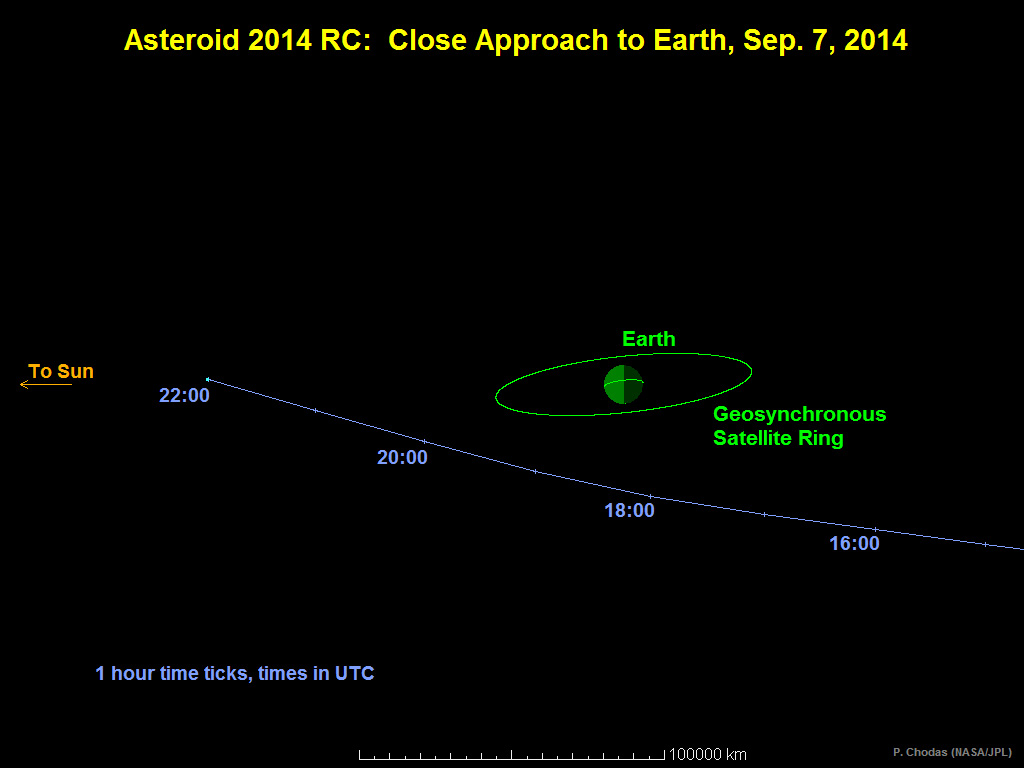
Az aszteroida pályája a Föld közelében (időpontok UTC-ben)

A 2014 RC egy kicsi, Föld-közeli aszteroida, amely 2014. szeptember 7-én, magyar idő szerint este 8 óra körül 39 900 km-re megközelítette a Földet. Az aszteroida mindössze 11,5 magnitúdóval fénylett, ezért szabad szemmel vagy közönséges távcsövekkel nem volt látható. Legkönnyebben Új-Zéland fölött volt észlelhető. Az aszteroida nagyjából akkora volt, mint a cseljabinszki meteor, és majdnem olyan közel jött a Földhöz, mint 2013-ban a 367943 Duende (2012 DA14) tette.